# علي إسحاقي
علي محمد عيسى عبد الله إسحاقي سياسي ورياضي بحريني . رئيس الاتحاد البحريني لكرة اليد ونائب رئيس الاتحاد الآسيوي لكرة اليد. عضو سابق في مجلس النواب من 12 ديسمبر 2018 عن الدائرة العاشرة في محافظة العاصمة ولغاية 2022.

## المسيرة الرياضية
انتخب رئيسا للاتحاد البحريني لكرة اليد وعضوية اللجنة الأولمبية البحرينية. انتخب في عام 2013 عضو في مجلس إدارة الاتحاد الآسيوي لكرة اليد. وفي عام 2017 انتخب لمنصب نائب رئيس الاتحاد الآسيوي لكرة اليد.
استطاع منتخب البحرين لكرة اليد في عهده التأهل إلى بطولة العالم لكرة اليد للرجال أربع مرات في 2011 و2015 و2017 و2019 كما حل وصيفا في بطولة آسيا لكرة اليد للرجال أربع مرات أيضا في 2010 و2014 و2016 و2018. حقق على مستوى دورة الألعاب الآسيوية ميداليتين وهما الفضية في 2018 والبرونزية في 2014 كما تأهل منتخب الشباب إلى بطولة العالم لكرة اليد للرجال شباب للمرة الأولى في عام 2017. أما على مستوى منتخب الناشئين فاستطاع تحقيق بطولة آسيا لكرة اليد للناشئين مرتين في 2016 و2018.

## مجلس النواب
قرر دخول المعترك السياسي من خلال الترشح لعضوية مجلس النواب عن الدائرة العاشرة في محافظة العاصمة. في الجولة الأولى التي أقيمت في 24 نوفمبر 2018 حصل على 2689 صوت بنسبة 38.95% مما استوجب إقامة جولة ثانية في 1 ديسمبر حيث استطاع التغلب على منافسته إيمان شويطر من جمعية المنبر الديمقراطي التقدمي بحصوله على 3279 صوت بنسبة 55.93%.